# 2006 în astronomie
2003 - 2004 - 2005 - 2006 - 2007 - 2008 - 2009
Această pagină prezintă o cronologie a evenimentelor care s-au produs în timpul anului 2006 în domeniu astronomiei.

## Evenimente

### Ianuarie-Februarie
- 4 ianuarie - Pământul se află în periheliu
- 5 ianuarie - Satelitul de oceanografie americano-francez Topex/Poseidon și-a încetat activitatea după aproximativ 62.000 de rotații în jurul Pământului. Misiunea a revoluționat studiul oceanelor terestre și a ajutat în prezicerea uraganelor
- 14 ianuarie - Lună plină
- 15 ianuarie - Sonda americană Stardust, ce are la bord particule de praf ale cometei Wild2, a aterizat în deșertul Utah. Capsula va fi desfăcută mai târziu după ce va ajunge la "Johnson Space Center" în Huston. Acolo se va încerca identificarea prafului cometar. Această operațiune va dura un timp îndelungat și va necesita mulți voluntari
- 19 ianuarie
  - NASA lansează prima sondă spațială către Pluto. Sonda, numită New Horizons va călători inițial cu 57.000 km/h, dar după ce va folosi gravitația lui Jupiter va zbura cu 75.000 km/h și va ajunge la Pluto în iulie 2015
  - La o primă cercetare a colectorului de praf cometar adus de sonda Stardust pe 15 ianuarie s-a observat că misiunea a fost un succes. Au fost capturate mai mult de 1 milion de fire de praf cometar și interplanetar. Unele particule de praf se pot vedea chiar cu ochiul, au remarcat cei care au deschis capsula
- 13 februarie - Lună plină

### Martie-Aprilie
- 10 martie: Sonda spațială americană MRO (Mars Reconnaissance Orbiter) a atins orbita planetei Marte. Specialiștii așteaptă mai multe informații decât toate misiunile pe Marte de până acum, la un loc
- 15 martie: Eclipsă parțială de Lună, emisfera sudică a Lunii fiind eclipsată începănd cu ora 23:47 (ora României) până la 04:13, maximul fiind atins la ora 01:47
- 20 martie: Echinoxul de primavară, care marchează începutul primăverii în emisfera nordică și al toamnei în emisfera sudică.
- 22 martie: Lansarea primului zbor echipat al lui 2006, care va fi executat de către ruși. Aceștia vor lansa la bordul unei rachete de tip Soyuz, misiunea intitulată TMA-8, care va rămâne atașată la ISS pentru circa 6 luni
- 26 martie: Trecerea la ora de vară. Astfel, ora 2 va deveni ora 3
- 28 martie: Luna se află în perigeu, fiind la o distanță de 359.168 km de Pământ
- 29 martie: Eclipsă totală de Soare, cu o durată maximă de totalitate de 4 min și 7 sec. În România s-a văzut o eclipsă parțială, de peste 71%.

### Mai-Iunie
- 3 mai - Este planificat un nou zbor al navetei Discovery

### Iulie-August
- 13 august - Curentul Perseidelor (curent meteoric) va avea vizibilitate optimă

### Septembrie-Octombrie
- 7 septembrie - Eclipsă parțială de Lună, doar maxim 19% din suprafața Lunii fiind eclipsată de Pământ. Eclipsa va începe după ora 18 (ora României) și se va termina după ora 23, atingând maximul de eclipsare la orele 20
- 22 septembrie - Ocultație inelară de soare, faza de inelaritate va dura extrem de mult, ajungând până la 7 min și 9 sec. Aceasta se datorează faptului că pe 22 septembrie Luna se va afla la cea mai mare distanță de Pământ de pe orbita sa. Pentru România această ocultație nu va fi vizibilă